# Грб Авганистана
Грб Авганистана је званични хералдички симбол државе Исламска Република Авганистан.
Грб се састоји од шехадета исписаног на арапском језику на врху, испод којег се налази џамија с михрабом. Са џамије се виоре две заставе које представљају заставе Авганистана. Испод џамије је написан назив нације. Цели грб је златне боје на белој позадини.

## Галерија
- 1901—1919.
- 1919—1926.
- 1926—1928.
- 1928—1929.
- 1931—1973.
- 1992—1996.
- 2002—2004.
- 2004—2013.